# Ministerio de Justicia (Japón)
El Ministerio de Justicia (刑部省 Gyōbu-shō, lit. "Departamento de Asuntos Penales") era una división del gobierno japonés del siglo VIII de la Corte Imperial de Kioto, instituida en el período Asuka y formalizada durante el período Heian. El ministerio fue reemplazado en el período Meiji.

## Visión general
La naturaleza del ministerio se modificó en respuesta a los tiempos cambiantes. El ámbito de las actividades del Gyōbu-shō abarcaba, por ejemplo:
- Administración y realización de juicios.
- Supervisión de la determinación de la severidad de los castigos.
- Reglamento de la imposición de multas, encarcelamientos y servidumbre penal.[2]

## Historia
Los deberes, responsabilidades y enfoque del ministerio evolucionaron con el tiempo. El sistema de leyes ritsuryō fue interpretado y aplicado por burocracias que distinguían el castigo (gyōbushō) y la censura (danjodai). Estos se fusionaron en 1871 cuando el Ministerio de Justicia (司法省 shihōshō) se estableció bajo la Constitución del Imperio del Japón.

## Jerarquía
El Ministerio de Justicia reunió una gestión judicial y sistema penal.
Los principales funcionarios ritsuryō dentro de esta estructura de ministerio fueron:
- Administrador jefe del Ministerio de Justicia (刑部卿 Gyōbu-kyō)
- Primer asistente del jefe del Ministerio de Justicia (刑部大輔 Gyōbu-taifu)[5]
- Segundo asistente del jefe del Ministerio de Justicia (刑部少輔 Gyōbu-shō)
- Subsecretario del Ministerio de Justicia (刑部丞 Gyōbu-no-jō)
- Suplente del subsecretario del Ministerio de Justicia (刑部録 Gyōbu-no-sakan), dos posiciones
- Juez principal (大判事 Dai-hanji). Hay tres clases de funcionarios bajo el control del juez principal
- Primeros asistentes del juez jefe (中判事 Chū-hanji)
- Segundo asistente del juez jefe (少判事 Shō-hanji)
- Asistentes alternos para el juez principal (判事属 Hanji-no-sakan)
- Director de la prisión (囚獄正 Shūgoku-no-kami)
- Primer asistente del director de la prisión (囚獄佑 Shūgoku-no-jō)
- Asistente suplente al director de la prisión (囚獄令史 Shūgoku-no-sakan)[6]